# Elseid Hysaj
Elseid Gëzim Hysaj (* 2. února 1994 Skadar) je albánský profesionální fotbalista, který hraje na pozici pravého obránce za italský klub SS Lazio a za albánský národní tým, jehož je kapitánem.

## Klubová kariéra
Profesionální kariéru zahájil v roce 2012 v italském klubu Empoli FC. V roce 2015 přestoupil do SSC Neapol.

## Reprezentační kariéra
V národním A-mužstvu Albánie debutoval v přátelském utkání 6. 2. 2013 proti reprezentaci Gruzie (prohra 1:2). Italský trenér albánského národního týmu Gianni De Biasi jej vzal na EURO 2016 ve Francii. Na evropský šampionát se Albánie kvalifikovala poprvé v historii.